# Erica

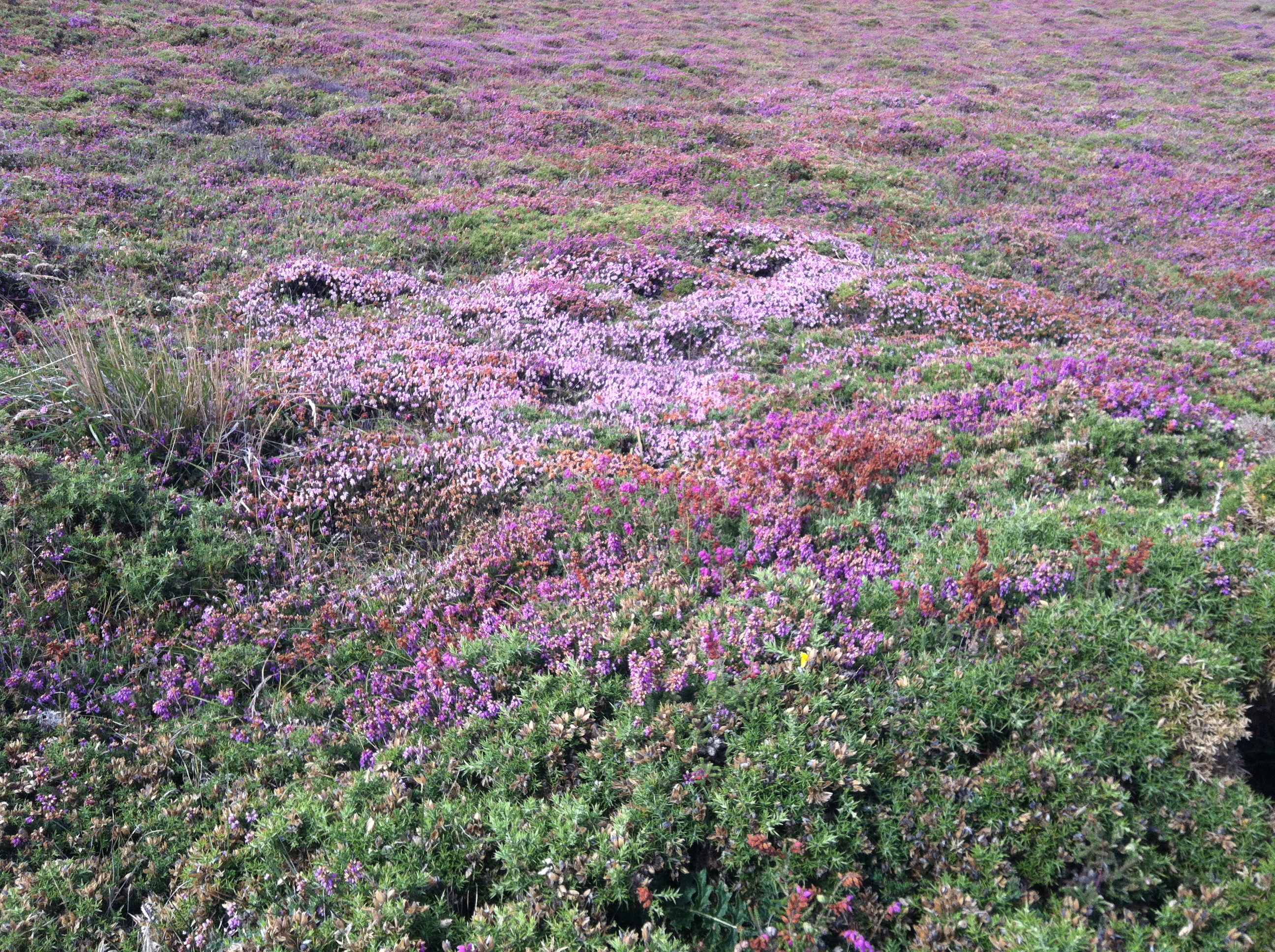
Brezos en la comarca de Ortegal, Galicia, España.

Erica es un género de plantas fanerógamas  de la familia Ericaceae; también son conocidas como brezos. Son plantas resistentes a las sequías y a los fuegos. La gran mayoría de las especies son endémicas de  Sudáfrica, y se denominan los brezos del Cabo. Las restantes 70 especies son nativas de otras partes de África, de la Macaronesia, de las regiones mediterráneas, y de Europa. Comprende 1976 especies descritas y de estas, solo 863 aceptadas.

## Descripción
La mayoría de las especies son arbustos de 0,2-1,5 m de altura, aunque alguno es más alto;  Erica arborea (brezo arbóreo) y Erica scoparia (brezo de las escobas), las dos especies pueden alcanzar más 6-7 m de altura. Todas las especies son de hoja perenne, con hojas diminutas parecidas a agujas de unos 2-15 mm de longitud. 
Las flores pueden ser axiales, y a veces en umbelas terminales o en espigas. Hay flores dispuestas boca arriba y otras boca abajo. Se encuentran agrupadas de forma masiva. Se cultivan como plantas de jardines paisajistas por su efecto floral. 
El género estrechamente relacionado Calluna se confunde en ocasiones con las especies de Erica; se diferencia por tener las hojas más pequeñas, menos de 2-3 mm de longitud, y presentar una corola más dividida en pétalos diferenciados. 
Las plantas de este género sirven de alimento para las larvas de algunas especies de Lepidoptera incluyendo a Lycophotia porphyrea.

## Usos
Los brezos además de su función formadora de suelos en los terrenos áridos en los que normalmente se desarrolla, sirven como alimento del ganado y de los animales salvajes, sujetando el terreno después de un fuego, por su resistencia a él y su capacidad de rebrote.
Estas plantas presentan una cepa gruesa bajo tierra de la que brotan las ramas. Estas  cepas se han utilizado en muchas zonas rurales como combustible por su alto poder calorífico. Por ser de madera muy dura y sin vetas, se utilizan también para la fabricación de pipas de fumadores, cubiertos y otros objetos.

## Taxonomía
El género  fue descrito por Carlos Linneo y publicado en Species Plantarum 1: 352. 1753. La especie tipo es: Erica cinerea
Etimología
Erica: nombre genérico que deriva del griego antiguo ereíkē (eríkē); latínizado erice, -es f. y erica = "brezo" en general, tanto del género Erica L. como la Calluna vulgaris (L.) Hull, llamada brecina.

## Especies
Presenta unas 700 especies, incluidas:
- Erica andevalensis
- Erica arborea
- Erica australis
- Erica azorica
- Erica caffra
- Erica canariensis
- Erica carnea
- Erica ciliaris
- Erica cinerea
- Erica erigena
- Erica gracilis
- Erica lusitanica
- Erica mackaiana
- Erica multiflora
- Erica platycodon
- Erica scoparia
- Erica tetralix
- Erica umbellata
- Erica vagans